# Microterys ovaliscapus
Microterys ovaliscapus är en stekelart som beskrevs av Xu 2002. Microterys ovaliscapus ingår i släktet Microterys och familjen sköldlussteklar. Inga underarter finns listade i Catalogue of Life.